# Bộ Đại (大)
Bộ Đại (大) nghĩa là "to", "lớn" là một trong 31 bộ thủ được cấu tạo từ 3 nét trong số 214 Bộ thủ Khang Hi. Trong Khang Hi tự điển, có 132 ký tự (trong tổng số 49.030) được tìm thấy dưới bộ thủ này.

## Chữ thuộc bộ Đại (大)

Giáp cốt văn
Kim văn
Đại triện
Tiểu triện

| Số nét | Chữ                              |
| ------ | -------------------------------- |
| 3 nét  | 大 夨                            |
| 4 nét  | 天 太 夫 夬 夭                   |
| 5 nét  | 央 夯 夰 失 夲 夳 头             |
| 6 nét  | 买 夵 夶 夷 夸 夹 夺 夻 夼       |
| 7 nét  | 夽 夾 夿 奀 奁 奂                |
| 8 nét  | 奃 奄 奅 奆 奇 奈 奉 奋 奌 奍 奔 |
| 9 nét  | 奊 奎 奏 奐 契 奒 奓 奕 奖       |
| 10 nét | 套 奘 奙 奚                      |
| 11 nét | 奛 奜 奝 奞 奟                   |
| 12 nét | 奠 奡 奢 奣 奤 奥                |
| 13 nét | 奦 奧 奨                         |
| 14 nét | 奩 奪 奫 奬                      |
| 15 nét | 奭                               |
| 16 nét | 奮 奯                            |
| 18 nét | 奰                               |
| 21 nét | 奱                               |
| 24 nét | 奲                               |